# Nyugati-főcsatorna
Nyugati-főcsatorna (deutsch Westlicher Hauptkanal) ist ein 70 Kilometer langer Kanal in Ungarn. Er wird bei Tiszavasvári aus dem Keleti-főcsatorna abgeleitet und mündet im Hortobágyi-Nationalpark in den gleichnamigen Fluss.
Der Kanal wurde geplant, um die landwirtschaftlichen Betriebe der Region mit Bewässerungswasser zu versorgen. Die Bauarbeiten begannen Anfang August 1963 und der Kanal wurde fristgerecht im Dezember 1965 fertiggestellt. Die Kosten für den Bau betrugen insgesamt 66 Millionen Forint.